# 21e division d'infanterie (Vietnam du Sud)
Pour les articles homonymes, voir 21e division d'infanterie.
La 21e division d'infanterie (en vietnamien: Sư đoàn 21 Bộ Binh - en anglais: 21st Division (South Vietnam)) de l'Armée de terre de la république du Viêt Nam (Army of the Republic of Vietnam - ARVN) - l'armée de terre de l'État-nation du Sud-Viêt Nam qui a existé de 1959 à 1975 - faisait partie du 4e corps d'armée qui supervisait la région la plus méridionale du Sud-Vietnam, le delta du Mékong. La 21e division était basée dans la province de Chuong Thien, la province la plus méridionale de tout le pays, dans une zone dominée par les jungles et les marécages.

## Histoire
La 21e division d'infanterie est formée en 1960 à partir des 11e et 13e division légère dissoutes et de leur personnel et matériel affectés à la nouvelle division; le commandant et l'état-major de la 11e division légère deviennent le général commandant et les éléments de l'état-major de la nouvelle unité. L'ancien quartier général de la 13e division légère à Tây Ninh devient le quartier général arrière de la division:298.
La division était responsable du delta du sud-ouest avec une zone d'opérations comprenant les provinces de Phong Dinh, Ba Xuyen, Bạc Lieu, An Xuyên et Chương Thiện et la moitié sud de la province de Kiên Giang, y compris la capitale de la province, Rạch Giá. Contrôlés par la 3e région militaire, quatre régiments ennemis opèrent contre la division : le régiment D1 du Viêt-cong (VC) à Phong Dinh et les régiments D2, 95A Sapper et 18B de l'Armée populaire vietnamienne (People's Army of Vietnam - PAVN) à Chương Thiện:15.

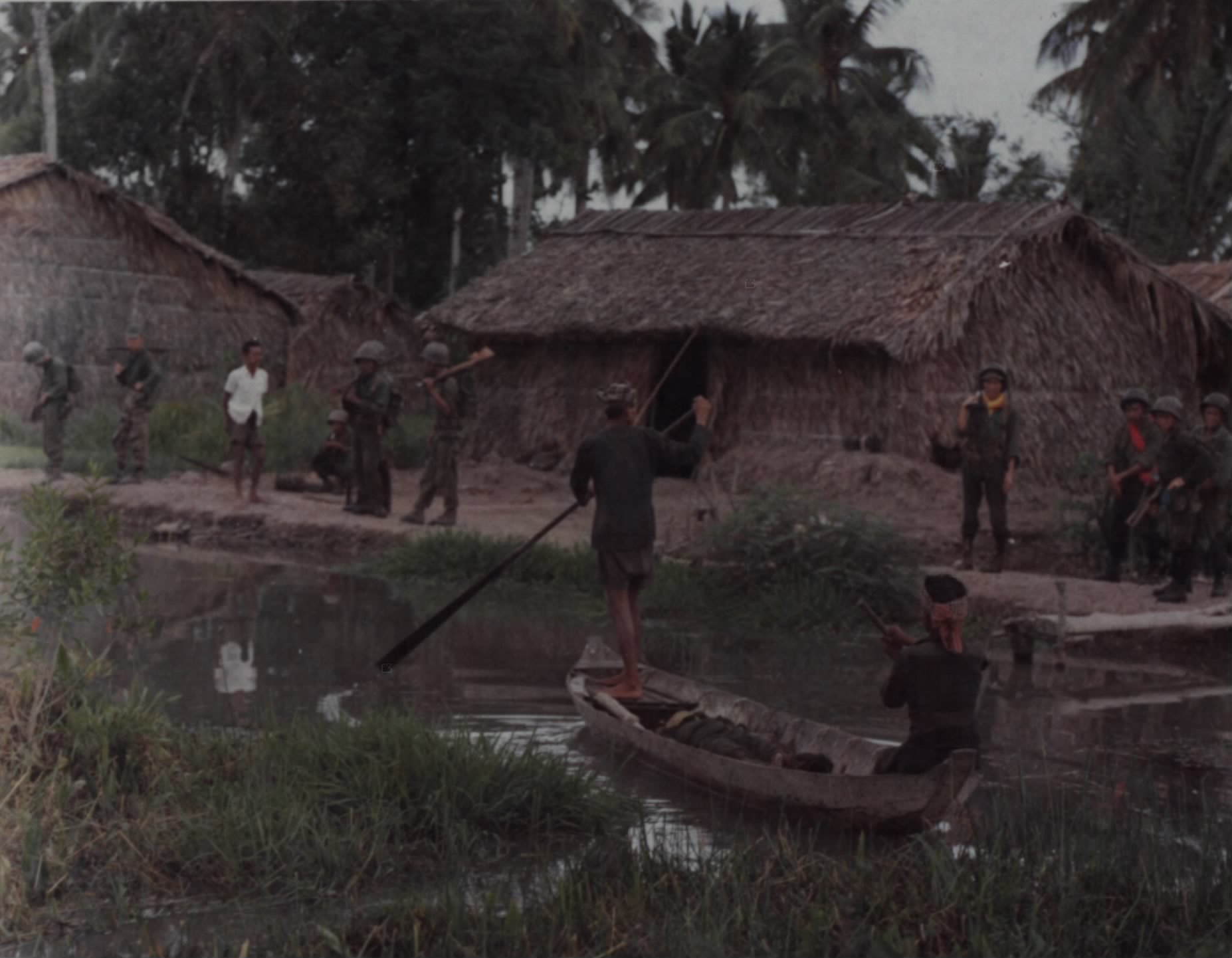
Un lieutenant décédé du 1er bataillon du 31e d'infanterie est transporté par sampan à la suite d'une embuscade près de Vi Thanh, province de Chương Thiện, 22 juillet 1964.

Le 24 avril 1962, la division, soutenue par 16 hélicoptères des Marines de la base de HMM-362, a mené l'opération Nightingale près de Cần Thơ. 591 soldats de la division ont été débarqués pour engager une force VC, tuant 70 personnes et en capturant 3, tout en perdant 3 tués:65.
À la fin de l'année 1965, les conseillers américains de la division considèrent le commandant de la division, le général Nguyễn Văn Minh, avec beaucoup d'estime, et ils rapportent que la division " devient plus agressive " et qu'elle a " un bon potentiel qui n'a pas encore été pleinement réalisé ":116.
En 1967, le général de brigade William Robertson Desobry, conseiller principal américain du 4e corps d'armée, considérait la division du général Minh comme la meilleure de l'ARVN et la 9e division n'est pas loin derrière:248. Cependant, l'officier supérieur américain sur place, le général de division George S. Eckhardt, avait recommandé son licenciement, notant qu'il était "très capricieux et qu'il avait souvent demandé à être relevé lorsqu'il était stressé ou en désaccord avec le commandant du corps d'armée". L'amitié étroite de Minh avec le président Nguyễn Văn Thiệu lui vaut le commandement du district militaire de la capitale en 1968:478.
Le 5 mars 1968, la division et les forces régionales (Regional Force - RF) tuent 275 VC et capturent 61 armes au nord de l'aérodrome de Cà Mau (Cà Mau Airfield).
Le 19 octobre 1969, le 32e régiment, appuyé par des hélicoptères de combat du 164e groupe d'aviation de combat américain (164th Aviation Group), engage une force PAVN/VC dans la forêt d'U Minh, à 60 km au sud de Rạch Giá. À 11h00, une autre unité de la division a appuyé les combats qui se sont poursuivis jusqu'au milieu de l'après-midi, lorsque les PAVN/VC se sont retirés, laissant derrière eux 96 morts, 15 armes individuelles et six armes lourdes, ainsi que 145 grenades propulsées par fusée. Un AH-1 Cobra a été abattu pendant la bataille.

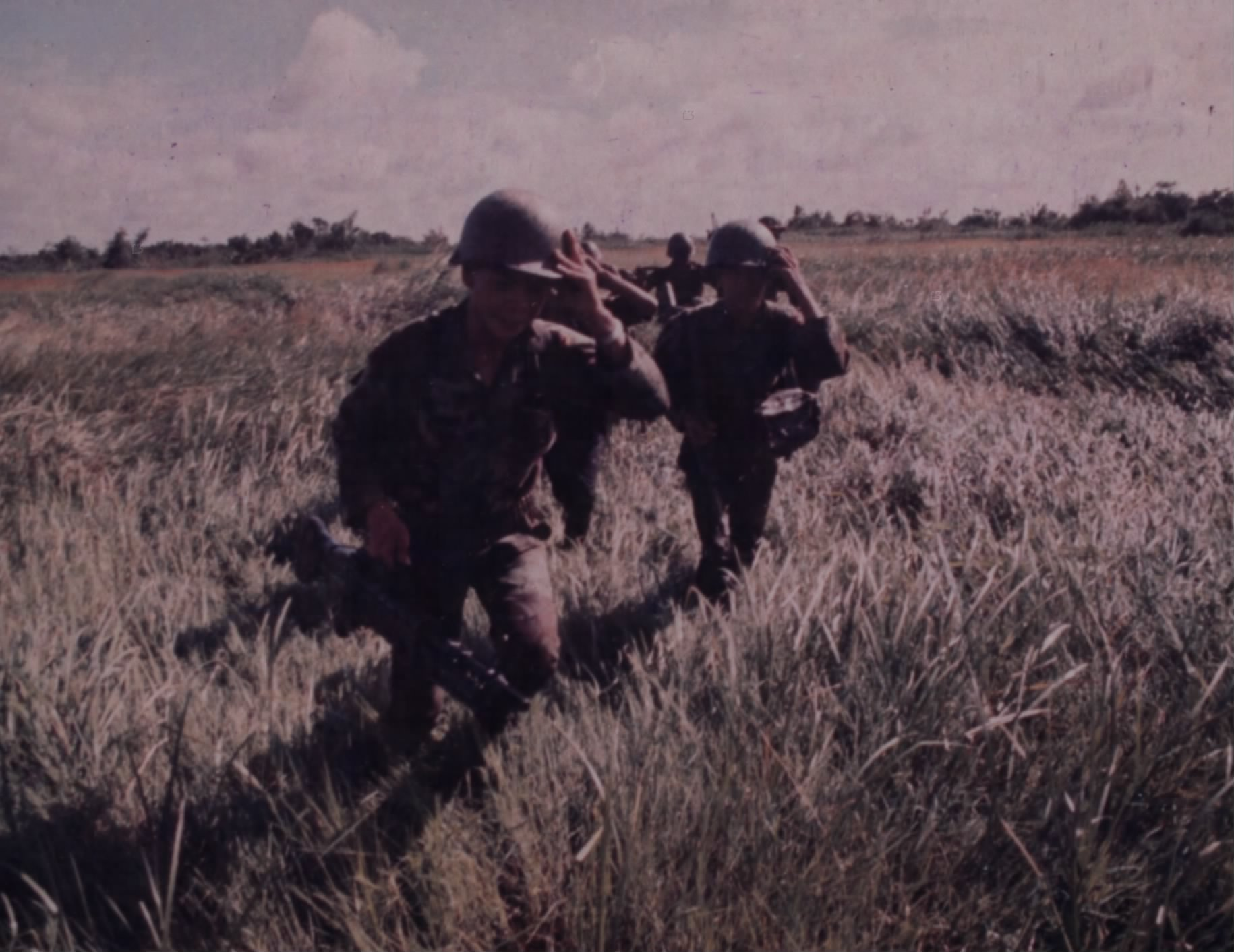
Soldats de la division courant vers des hélicoptères en attente, 1970

En janvier 1970, John Paul Vann, à la demande de l'ambassadeur Ellsworth Bunker, produisit ses propres évaluations des commandants du 4e corps d'armée, qui différaient sensiblement des jugements officiels du Commandement pour l'Assistance Militaire au Vietnam (Military Assistance Command, Vietnam - MACV). Vann recommande la relève des trois commandants de division et du commandant de la zone spéciale, mais seul le commandant de la 7e division est remplacé:366. 
En 1971, la division se concentre sur la destruction de la base 483 de la PAVN/VC dans la forêt d'U Minh:141. 
Le 7 avril 1972, au début de l'offensive de Pâques, la division est alertée pour être déplacée vers le 3e corps d'armée afin de soutenir les unités de ce corps qui participent à la bataille d'An Lộc. Le 10 avril, les premiers éléments de cette division sont déjà déployés à Lai Khê:146. Le 12 avril, une force de relève du 32e régiment quitte Lai Khê pour rouvrir la route 13 jusqu'au camp de Chơn Thành (Chơn Thành Camp) à 30 km au sud d'An Lộc. Après avoir progressé lentement, le 22 avril, le 32e régiment a rencontré un barrage routier du 101e régiment PAVN à 15 km au nord de Lai Khê. À partir du 24 avril, la division engagea une attaque sur deux fronts pour dégager la route, le 32e régiment attaquant par le nord et le 33e régiment par le sud. Ces attaques ont finalement forcé le 101e régiment à se retirer vers l'ouest le 27 avril, laissant un bataillon pour couvrir le retrait pendant deux jours supplémentaires. Le 31e régiment est alors transporté par hélicoptère à 6 km au nord de Chơn Thành où il combat le 165e régiment de la 7e division de la PAVN, renforcé plus tard par le 209e régiment, pendant les 13 jours suivants. Finalement, le 13 mai, avec un soutien aérien intensif, le 31e régiment domine les positions PAVN et étend le contrôle de l'ARVN jusqu'à 8 km au nord de Chơn Thành. Le 32e régiment se déploie ensuite dans la région de Tau O (11° 30′ 50″ N, 106° 36′ 50″ E), à 5 km plus au nord, où il se heurte aux positions de blocage bien préparées du 209e régiment, qui bloquent l'avancée de la division pendant 38 jours, malgré un soutien aérien et d'artillerie important, y compris des frappes de bombardiers B-52 Stratofortress. Cette impasse se poursuivra jusqu'à ce que la PAVN se retire d'An Lộc:131-3. À la mi-juillet, la division est remplacée par la 25e division qui achève la destruction des derniers points d'appui PAVN le 20 juillet:135. À la suite de la bataille, le général Nguyễn Vĩnh Nghi est remplacé comme commandant de division par un officier des troupes aéroportées:486
En juin 1973, la division reçut un nouveau commandant, le général de brigade Lê Văn Hưng, qui avait obtenu de bons résultats à An Lộc. Bien que le général Hưng n'ait eu d'autre choix que de faire progresser la division, les progrès furent lents. Il remplaça progressivement les subordonnés inefficaces par des officiers ayant fait leurs preuves au combat, dont beaucoup provenaient d'unités aéroportées et de Rangers, et les observateurs notèrent quelques améliorations au niveau du moral et de l'efficacité au combat. Le général Hung emploie le 15e régiment, sous son contrôle opérationnel depuis la 9e division, exclusivement dans le district de Long Mỹ de Chương Thiện, tandis que ses trois régiments organiques, les 31e, 32e et 33e, opèrent dans le reste de Chương Thiện et dans le nord d'An Xuyên. Les 32e et 33e ont eu peu de contacts avec l'ennemi, si ce n'est qu'ils ont reçu des attaques par le feu ; mais fin décembre, le 3e bataillon du 31e régiment est tombé dans une embuscade alors qu'il marchait à la rescousse d'un avant-poste du RF, et plus de 100 de ses hommes ont été tués.
En avril 1975, alors que l'offensive de printemps de 1975 de la PAVN envahit une grande partie du pays, la division protège la base aérienne de Binh Thuy (Binh Thuy Air Base), la ligne routière de l'Arc à l'extérieur de Can Tho, la traversée en ferry entre Can Tho et Binh Minh, la province de Vinh Long et les capitales provinciales d'An Xuyen (Ca Mau), Chuong Thien (Hau Giang), Rạch Giá (Kiên Giang), Bạc Liêu et Ba Xuyen (Soc Trang):206-7. Le 30 avril 1975, au petit matin, plusieurs hélicoptères de la Force aérienne vietnamienne (Republic of Vietnam Air Force - RVNAF) lancent des frappes aériennes pour empêcher les VC de s'emparer de certains tronçons de la ligne de l'Arc Road. Plus tard dans la matinée, le président Dương Văn Minh annonce par radio la reddition inconditionnelle au Nord-Vietnam:207-9. Le général Lê Văn Hưng est contrarié par l'ordre de reddition et propose que les unités de l'ARVN se retirent dans le delta pour continuer à se battre. Les soldats de la division se sont retirés de la ligne des arcs pour défendre le centre de Can Tho, mais Hưng a changé d'avis et leur a ordonné de ne pas défendre la ville par crainte des destructions qui en résulteraient. À 20 heures, les représentants de la 9e région militaire du Viêt Nam exigent la reddition de toutes les unités de l'ARVN avant le matin du 1er mai:208-10. À 20h45, Hưng se suicide à son domicile plutôt que de se rendre. Le matin du 1er mai, le commandant du 4e corps d'armée, le général de division Nguyễn Khoa Nam, se suicide à son quartier général. La division est effectivement dissoute le 1er mai 1975:210-1. 

## Organisation
Unités constitutives :
- 31e régiment d'infanterie
- 32e régiment d'infanterie
- 33e régiment d'infanterie
- 210e, 211e, 212e et 213e bataillon d'artillerie
- 9e escadron de cavalerie blindée
- 51e équipe consultative américaine

## Commandants
| N° | Nom complet       | Grade                                                             | Durée du mandat   | Commentaires |
| -- | ----------------- | ----------------------------------------------------------------- | ----------------- | --- |
| 1  | Lê Quang Trọng    | Lieutenant-colonel                                                | 8/1955-10/1957    | Après la libération au grade de colonel                                                                           |
| 2  | Nguyễn Bảo Trị    | Lieutenant-colonel                                                | 10/1957-9/1959    | Plus tard, lieutenant-général du Département général de la formation militaire;                                   |
| 3  | Trần Thanh Chiêu  | Lieutenant-colonel                                                | 9/1959-2/1960     | Après la libération au grade de colonel                                                                           |
| 4  | Trần Thiện Khiêm  | Colonel                                                           | 2/1960-12/1962    | Plus tard, le Général et Premier Ministre de la République du Vietnam                                             |
| 5  | Bùi Hữu Nhơn      | Colonel                                                           | 12/1962-11/1963   | Démobilisé en 1968 avec le grade de général de division                                                           |
| 6  | Cao Hảo Hớn       | Colonel Général de brigade (5/1964)                               | 11/1963-6/1964    | Plus tard, lieutenant-général, secrétaire général adjoint à la Défense;                                           |
| 7  | Đặng Văn Quang    | Colonel Général de brigade (8/1964) Général de division (11/1964) | 6/1964-3/1965     | Plus tard, le lieutenant-général conseiller à la sécurité nationale aux côtés du président Nguyen Van Thieu       |
| 8  | Nguyễn Văn Minh   | Colonel Général de brigade (11/1965) Général de division (1/1968) | 3/1965-6/1968     | Plus tard, lieutenant-général, commandant du détachement de la capitale                                           |
| 9  | Nguyễn Vĩnh Nghi  | Colonel Général de brigade (6/1968) Général de division (6/1970)  | 6/1968-5/1972     | Plus tard, le lieutenant général adjoint commandant avancé du 3e corps d'armée, responsable de la ligne Phan Rang |
| 10 | Hồ Trung Hậu      | Brigadier-général                                                 | 5/1972-9/1972     | Plus tard, inspecteur en chef du 3e corps d'armée                                                                 |
| 11 | Chương Dzềnh Quay | Brigadier-général                                                 | 9/1972-6/1973     | Plus tard, chef d'état-major du 4e corps d'armée                                                                  |
| 12 | Lê Văn Hưng       | Brigadier-général                                                 | 6/1973-11/1974    | Il a finalement été le commandant adjoint du 4e corps d'armée, se suicidant le 30 avril 1975.                     |
| 13 | Mạch Văn Trường   | Colonel Général de brigade (26/4/1975)                            | 11/1974-30/4/1975 | Dernier commandant                                                                                                |